# The Ice Storm (album)
The Ice Storm är ett soundtrack till filmen The Ice Storm. Albumet släpptes 1997.

## Låtlista
1. "Shoplift" – Mychael Danna
2. "Finale" – Mychael Danna
3. "I Can't Read" – David Bowie
4. "Light Up or Leave Me Alone" – Traffic
5. "Dirty Love" – Frank Zappa
6. "I Got a Name" – Jim Croce
7. "Montego Bay" – Bobby Bloom
8. "O Grande Amor" – Antonio Carlos Jobim
9. "Too Late to Turn Back Now" – Cornelius Brothers & Sister Rose
10. "Help Me Make It Through the Night" – Sammi Smith
11. "Coconut" – Harry Nilsson
12. "Mr. Big" – Free